# Tbilisi Aircraft Manufacturing
Tbilisi Aircraft Manufacturing – zakłady zbrojeniowe w Tbilisi zajmujące się produkcją i naprawą samolotów. 

## Historia
Tbiliska Fabryka Lotnicza nr 31 powstała 15 grudnia 1941 roku po ewakuacji fabryki nr 31 z Taganrogu. Działalność rozpoczęła od wytwarzania samolotu myśliwskiego ŁaGG-3. Podczas II wojny światowej rozpoczęto produkcję Jak-3. Po zakończeniu wojny kontynuowano współpracę z biurem Jakowlewa, której owocem były samoloty Jak-15, Jak-17 i Jak-23. W latach 50. rozpoczęto produkcję samolotów konstrukcji biura Mikojana takich jak MiG-15, MiG-17 oraz przez 25 lat MiG-21. Produkowano także pociski kierowane K-10. Zakład jako jedyny producent tego typu samolotów sprzedał ponad 800 Su-25, których produkcję rozpoczął w 1978 roku. Jednocześnie produkował na dużą skalę rakietowe pociski kierowane powietrze-powietrze R-60 i R-73 IR, których wyprodukowano do 1990 roku ponad 6000 sztuk.
W połowie lat 80. XX wieku zakład brał udział w programie budowy radzieckiego wahadłowca kosmicznego Buran produkując i montując poszczególne części i zespoły. W latach 90. XX wieku był realizowany wspólny projekt TAM i Gruzińskiego Instytutu Kosmicznego, którego celem było powstanie kosmicznej anteny odblaskowej dla radzieckiej orbitalnej stacji kosmicznej Mir. Po odzyskaniu niepodległości przez Gruzję, dawne Zakłady Lotnicze nr 31 zostały przemianowane na Tbilisi Aircraft Manufacturing - TAM (JSC Tbilaviamsheni). Rosjanie wywieźli lub sprzedali za granicę część maszyn, dlatego fabryka podupadła. W 2000 roku po prywatyzacji produkowała helikoptery, lekkie samoloty cywilne i zajmowała się remontami samolotów. W lipcu 2010 roku podporządkowano ją Ministerstwu Obrony jako część rządowego centrum wojskowo-technicznego „Delta.

## Rozwój
W 2001 podjęto prace nad Su-25U i przebudową Su-25 do wariantu Su-25KM Scorpion poprzez wymianę kokpitu, nowy system nawigacji, skomputeryzowany systemem uzbrojenia, możliwość operacji w nocy oraz produkcję lekkich odrzutowców TamJet. Podczas wojny rosyjsko-gruzińskiej w 2008 roku zakład został zbombardowany przez rosyjskie siły powietrzne, ale zniszczono tylko pas startowy.
Od 2005 TAM jest stale rozwijany, a po roku 2008 produkowana jest seria pojazdów wojskowych, wytwarzana jest szeroka gama systemów broni strzeleckiej, amunicji, artylerii oraz bezzałogowych aparatów latających.